# Europaspiele 2019/Aerobic
Bei den Europaspielen 2019 in Minsk, Belarus, wurden am 24. und 25. Juni 2019 insgesamt zwei gemischte Wettbewerbe im Aerobic ausgetragen. Austragungsort war die Minsk-Arena.

## Bilanz

### Medaillenspiegel
| Platz | Land      | Gold | Silber | Bronze | Gesamt |
| ----- | --------- | ---- | ------ | ------ | ------ |
| 01    | Russland  | 1    | —      | 1      | 2      |
| 02    | Italien   | 1    | —      | —      | 1      |
| 03    | Rumänien  | —    | 1      | 1      | 2      |
| 04    | Bulgarien | —    | 1      | —      | 1      |

### Medaillengewinner
Mixed
| Disziplin            | Gold     | Silber    | Bronze   |
| -------------------- | -------- | --------- | -------- |
| Gemischte Paare      | Italien  | Rumänien  | Russland |
| Gemischte Mannschaft | Russland | Bulgarien | Rumänien |

## Ergebnisse

### Gemischte Paare
| Platz | Sportlerin                            | Land      | Punkte |
| ----- | ------------------------------------- | --------- | ------ |
| 1     | Michela Castoldi Davide Donati        | Italien   | 21,850 |
| 2     | Nicolae Barna Dacian Andreea Bogati   | Rumänien  | 21,800 |
| 3     | Tatjana Konakowa Grigori Schichalejew | Russland  | 21,300 |
| 4     | Ana Maria Stoilova Antonio Papazov    | Bulgarien | 21,100 |
| 5     | Fanni Mazacs Daniel Bali              | Ungarn    | 21,050 |
| 6     | Pedro Cabanas Belen Guillemot         | Spanien   | 19,800 |
| 7     | Dzmitry Zakharevich Yuliya Valadar    | Belarus   | 17,850 |
| 8     | Sara Silva Joao Salvado               | Portugal  | 17,700 |

Datum: 24. Juni 2019

### Gemischte Mannschaft
| Platz | Sportlerinnen                                                                             | Land           | Punkte |
| ----- | ----------------------------------------------------------------------------------------- | -------------- | ------ |
| 1     | Timur Kulaev Petr Perminov Ilia Ostapenko Roman Semenov Garsevan Dzhanazian               | Russland       | 22,250 |
| 2     | Antonio Papazov Tihomir Barotev Ana Maria Stoilova Ivelina Lukaki Darina Pashova          | Bulgarien      | 22,186 |
| 3     | Gabriel Bocser Alin Popa Mihai Nicolae Barna Dacian Marian Brotei Andreea Bogati          | Rumänien       | 22,083 |
| 4     | Davide Donati Anna Bullo Emanuele Caponera Michela Castoldi Paolo Conti                   | Italien        | 20,700 |
| 5     | Maria Estefano Pau Granell Belen Guillemot Anna Serra Sergio Avellaneda                   | Spanien        | 20,433 |
| 6     | Kristyna Bernatova Tereza Kudlackova Barbora Karlikova Tereza Kocova Dita Hanzalova       | Tschechien     | 19,616 |
| 7     | Renee Augier Niamh Keane Isidora Vucicevic Rhys Williams Kate Donnelly                    | Großbritannien | 19,416 |
| 8     | Darya Kharaneka Dzimitry Zakharevich Alesia Zavadskaya Yuliya Valadar Anastasiya Budzeika | Belarus        | 17,894 |

Datum: 25. Juni 2019